# Sultan Abdulmajeed Al-Hebshi
Sultan Abdulmajeed Al-Hebshi (arab. ‏سلطان عبد المجيد الحبشي‎, ur. 31 stycznia 1985) – saudyjski lekkoatleta, kulomiot.

## Osiągnięcia
- złoty medal igrzysk azjatyckich (Doha 2006)
- złoto podczas halowych igrzysk azjatyckich (Makau 2007)
- 7. miejsce w pucharze interkontynentalnym (Split 2010)
- złoty medal igrzysk azjatyckich (Kanton 2010)
- złoto podczas mistrzostw panarabskich (Doha 2013)
- złoto podczas mistrzostw Azji (Pune 2013)
- złoto podczas igrzysk solidarności islamskiej (Palembang 2013)
- 8. miejsce w pucharze interkontynentalnym (Marrakesz 2014)
- złoty medal igrzysk azjatyckich (Inczon 2014)
- srebro podczas igrzysk solidarności islamskiej (Baku 2017)

W 2008 Al-Hebshi reprezentował Arabię Saudyjską na igrzyskach olimpijskich w Pekinie, zajął 27. miejsce w eliminacjach i odpadł z dalszej rywalizacji.

## Rekordy życiowe
- pchnięcie kulą – 21,13 (2009) rekord Azji
- pchnięcie kulą – 19,39 (2009) rekord Arabii Saudyjskiej